# یوزف بونس
یوزف بونس (انگلیسی: Jozef Boons; ۱۳ فوریهٔ ۱۹۴۳ – ۱۵ دسامبر ۲۰۰۰) دوچرخه‌سوار اهل بلژیک بود.